# Matko Perdijić
Matko Perdijić (Split, 26. svibnja 1982.), hrvatski nogometni vratar.
Između vratnica je prvi put u seniorskom nogometu stao u majici drugoligaša Mosora. Nakon par sezona tamo, na zimu sezone 2004./05. prelazi u splitski Hajduk. U Hajduku je proveo samo proljetni dio te sezone kao rezerva Baliću i Kali, te nakon osvojena naslova bez i jedne zabilježene minute seli naredne sezone natrag u drugu ligu. Ovaj put u Pudarev Šibenik koji je se tad odličnom igrom plasirao u elitni razred hrvatskog nogometa.
Kako su Šibenčani otišli u prvu, mladi vratar je otišao u treću ligu, u dubrovački GOŠK. Nakon šest mjeseci odlazi u poljsku prvu ligu (Ekstraklasa), u Ruch iz Chorzówa. Prvih pola sezone nije branio, dok njegova momčad osvaja naslov prvaka. Početkom naredne sezone ušao je u igru protiv Gornika nakon što prvi vratar Mioduszewski dobiva izravni crveni karton, te prima gol iz jedanaesterca.
Statistika u Hajduku
| Natjecanje        | Nastupi | Zgoditci |
| ----------------- | ------- | -------- |
| Prvenstvo         | 0       | 0        |
| Kup               | 0       | 0        |
| Superkup          | 0       | 0        |
| Međunarodne       | 0       | 0        |
| Splitski podsavez | 0       | 0        |
| Ukupno            | 0       | 0        |
| Prijateljske      | 9       | 0        |
| Sveukupno         | 9       | 0        |